# Solear (plaats)
Solear is een bestuurslaag in het regentschap Tangerang van de provincie Banten, Indonesië. Solear telt 8424 inwoners (volkstelling 2010).